# Cementerio Revolucionario de Babaoshan
El Cementerio Revolucionario de Babaoshan:(chino: 八宝山 革命 公墓) es el principal lugar de descanso de Pekín para los héroes revolucionarios de más alto rango, altos funcionarios del gobierno y, en los últimos años, personas consideradas de gran importancia debido a sus contribuciones a la sociedad. En chino, Babaoshan significa literalmente "Las montañas de los ocho tesoros". El cementerio está ubicado en el distrito de Shijingshan, un municipio ubicado en el oeste de Pekín.

## Historia
El cementerio revolucionario de Babaoshan, con un área de 0,10 kilómetros cuadrados y ubicado en las fronteras occidentales de la expansión urbana masiva de Pekín, se construyó primero como un templo en honor del general Gang Bing, un militar de la dinastía Ming que se castró a sí mismo como un acto de obediencia por el emperador Yongle. El emperador designó el área que rodea el templo como el lugar de descanso final de las concubinas y los eunucos. Con el tiempo, el templo taoísta se convirtió en un lugar solo para eunucos retirados, que permaneció durante cinco siglos de dominio imperial hasta que se convirtió para honrar a la élite del Partido Comunista Chino en la década de 1950. El nombre oficial del templo era (chino: 褒忠 护 国 祠; pinyin: bāo zhōng hù guó cí), que se traduce aproximadamente en Templo de Lealtad y Defensor de la Nación.
El último abad del templo fue Xin Xiuming (信 修明), que estaba casado y tenía dos hijos. Debido a las duras condiciones de vida de la China rural, Xin Xiuming, cuando tenía 19 años y en contra de las fuertes oposiciones de los miembros de su familia, se castró y se convirtió en un eunuco para Puyi. Después del establecimiento de la República de China, Xin Xiuming dejó la Ciudad Prohibida y se fue a vivir al Templo de la Lealtad a la Nación, y en 1930, había alcanzado la cima como el abad del templo taoísta. Bajo la administración del abad Xin, el templo taoísta prosperó como un establecimiento de negocios agrícolas: 52 acres chinos de tierra que el templo poseía fueron cultivados por los propios eunucos, otros 157 acres chinos de tierra que el templo poseía fueron cultivados conjuntamente por eunucos y arrendatarios, y los restantes 269 acres chinos de tierra que poseía el templo fueron alquilados para ser cultivados por arrendatarios. Cuando los comunistas decidieron convertir el templo en un cementerio, el abad Xin Xiuming pudo negociar con el entonces teniente de alcalde de Pekín, el Sr. Wu Han, un buen trato para los eunucos: el gobierno pagaría el precio total de todos los activos del templo, y pagar a cada eunuco una pensión mensual hasta su muerte. El abad también convenció al gobierno de organizar vehículos para ayudar a reubicar a los eunucos a dos nuevas ubicaciones. Esos eunucos mayores fueron reubicados en un templo taoísta para eunucos en el Río Glaseado de Colores (Liulihe), y el resto fueron ubicados en otro templo taoísta para eunucos en la Calle Inclinada hacia el Oeste (Xixiejie).
Israel Epstein, un judío comunista que emigró a China, fue honrado e incinerado en Babaoshan en 2005.
En enero de 2010, ocho personas (cuatro miembros de las fuerzas de paz de la ONU y cuatro delegados chinos) que fueron asesinados en el terremoto de Haití en 2010, también fueron enterrados en Babaoshan como mártires.

## Establecimiento
Después de que la tierra fue comprada, el procedimiento legal siguió: el cementerio revolucionario de Babaoshan remonta su raíz legal / judicial a la legislación temporal sobre el entierro en el cementerio revolucionario de los mártires (革命烈士 公墓 安葬 暂行 规定) emitido por el gobierno municipal de Pekín en agosto de 1951. Después de numerosas revisiones, la versión modificada se renombró a Legislación temporal sobre el Cementerio de los Mártires Revolucionarios (革命 公墓 暂行 规定) y se convirtió en ley en la orden Ejecutiva # 270 el 20 de diciembre de 1951. El Cementerio Revolucionario Babaoshan se construyó de acuerdo con las regulaciones descritas en esta ley.
Una de las leyes más importantes es la tercera sección, donde dicta el diferente nivel de tratamiento de los dirigentes en el Cementerio Revolucionario Babaoshan, que desde entonces se ha convertido en el estándar para el resto de cementerios en China durante décadas.
Hay tres niveles para el área y la ubicación de las tumbas dependiendo de las filas de los dirigentes fallecidos:
Una de las dos partes del 1er Distrito es la región frente al templo. Esta es la región para dirigentes a nivel de condado y oficiales de regimiento. El área de la tumba individual no puede exceder 12 pies (4 m) por 6 pies (2 m).
La otra parte del primer distrito es la región al este del templo. Esta es la región para dirigentes a nivel de prefectura y oficiales de división. El área de la tumba individual no puede exceder 12 pies (4 m) por 12 pies (4 m).
El segundo distrito está ubicado al oeste del templo. Esta es la región para dirigentes a nivel provincial y oficiales a nivel de ejército / cuerpo. Dado que esta categoría incluye varios niveles de rango, el tamaño máximo de cada tumba varía: aquellos que ocuparon rangos más bajos no pueden exceder 18 pies (5,5 m) cuadrados, y los de rango más alto no pueden exceder 24 pies (7,3 m) cuadrados.
El 3er Distrito está ubicado al norte del templo, y está designado para aquellos que tuvieron un lugar especial en la revolución y para aquellos que sirvieron en el gobierno central. El área de la tumba sería determinada individualmente por el gobierno.
La sala de luto con varias salas donde se colocan urnas funerarias sigue una regla similar: la sala número uno tiene todos las de dirigentes / oficiales fallecidos calificados para ser enterrados en las tumbas en los distritos 1º, 2º y 3º, y las urnas de todos los demás fallecidos serían colocadas en otras habitaciones. La disposición de las urnas también sigue una regla similar: la pared frontal de la sala número uno está reservada para los recipientes cinerarios de cuadros fallecidos del gobierno central, mientras que las paredes laterales de la sala número uno están reservadas para los cuadros fallecidos que no tenían puestos en el gobierno central, pero ocupan filas lo suficientemente grandes como para colocar sus urnas en la habitación número uno. Incluso para el mismo muro, existen reglas similares para los niveles en los que se colocan los recipientes cinerarios: cuanto más alto es el rango que tiene el difunto, más alto se coloca la urna cineraria.

## Coche fúnebre
Durante los primeros años, no hubo coche fúnebre para el cementerio revolucionario de Babaoshan; los vehículos fueron reclutados temporalmente de otros establecimientos gubernamentales o contratados a empresas privadas cuando era necesario. En 1956, tres vehículos fueron asignados al Cementerio Revolucionario de Babaoshan: un camión polaco, un camión Toyota japonés de la Segunda Guerra Mundial apodado "Vehículo patata" por los trabajadores debido a su parte delantera redonda, y un Jeep estadounidense con un remolque donde se colocaba el cadáver.
En 1962, más de una docena de camiones GAZ-63 fueron reasignados al cementerio revolucionario de Babaoshan a la vez, desde la decimotercera planta de autocares de pasajeros (客车 十三 厂), pero los tres vehículos originales no se retiraron por completo hasta que comenzó la Revolución Cultural. Cuando el mariscal de campo Chen Yi murió en febrero de 1972, el gobierno chino finalmente se dio cuenta de que los camiones no eran adecuados para ocasiones especiales, como funerales de importantes figuras gubernamentales. Se dio una orden de emergencia a la 4ª Planta de Autocares de Pasajeros (客车 四 厂) para producir un verdadero coche fúnebre, y después de consultar con los trabajadores del Cementerio Revolucionario Babaoshan, se puso en servicio un coche fúnebre construido unos meses después de que se dio la orden. El coche fúnebre se basó en el chasis del Liberation Truck y, por lo tanto, también usó la misma marca Liberation.

## Crematorio
Desde el principio, el crematorio utilizado en el Cementerio Revolucionario Babaoshan fue del Tipo 82B, la copia china de un crematorio checo de la década de 1940, que solo podía funcionar manualmente, lo que resulta en un tiempo de preparación muy lento. Además, se necesitaba un gran esfuerzo para limpiar el crematorio. Cada vez que se realizaba el funeral de un funcionario de alto rango, los ciudadanos comunes tenían que esperar y sus horarios originales se interrumpían, lo que causaba muchas quejas del público.
Para resolver el problema, en 1984, China importó dos nuevos crematorios de una empresa japonesa en Tokio (日本 東京 博 善 株式会社), uno fue a Shenyang y el otro a Babaoshan. El crematorio japonés era automático, pero también se podía operar manualmente cuando se quería, y además, la contaminación generada durante la cremación era prácticamente nula. Sin embargo, este proceso amigable con el medio ambiente tuvo un precio: el proceso de cremación en sí tomaba mucho más tiempo y consumía más combustible. Sin embargo, debido a otras ventajas como la facilidad de limpieza y automatización, todas las actividades que no fueran la cremación se redujeron considerablemente, lo que resultó en una eficiencia mucho mayor. La mayor eficiencia a su vez, ayudó a resolver los conflictos de horario y redujo las quejas. Después de dos meses de instalación y pruebas, el crematorio japonés entró en servicio formalmente y reemplazó el obsoleto tipo 82B, y permanece en servicio hasta este día, utilizado específicamente para incinerar cadáveres de altos funcionarios gubernamentales.
Aunque el crematorio japonés es adecuado, la necesidad cada vez mayor requería un nuevo crematorio, y se agregó un nuevo crematorio doméstico que estaba completamente informatizado. El nuevo crematorio mejoró aún más los estándares ambientales y la eficiencia, y consume menos combustible en comparación con el crematorio japonés, mientras que el proceso de cremación es más corto. Esta nueva incorporación fue producida por Shougang, y se utiliza principalmente para ciudadanos comunes.

## Personas famosas enterradas
- Bo Yibo
- Eugene Chen
- Chen Yun
- Dong Biwu
- Israel Epstein
- George Hatem (alias Ma Haide)
- Hua Luogeng
- Lao She
- Li Fuchun
- Li Keran
- Li Siguang
- Li Xiannian
- Liao Chengzhi
- Lin Boqu
- Liu Yazi
- Lü Zhengcao
- Luo Ronghuan
- Hans Müller
- Ngapoi Cedain Zhoigar
- Ngapoi Ngawang Jigme
- Nie Rongzhen
- Peng Dehuai
- Puren
- Qi Gong
- Qian Xuesen
- Qu Qiubai
- Manya Reiss
- Ren Bishi
- Agnes Smedley
- Douglas Springhall
- Anna Louise Strong
- Tao Zhu
- Tan Zhenlin
- Wang Guangmei
- Wang Yaowu
- Wen Yiduo
- Xi Zhongxun
- Yu Qiuli
- Zaitao
- Zeng Shan
- Zhang Lan
- Zhou Chunquan
- Zhu De

En abril de 1996, las cenizas del emperador Puyi fueron enterradas en el mausoleo oriental de Qing, cerca de Pekín (清 东陵, Qingdongling). Hoy en día, solo el hermano del emperador, el príncipe Pujie (溥杰), se encuentra en el cementerio de Babaoshan.